# غابرييلا ستافورد
غابرييلا ماريا ستافورد (من مواليد 13 سبتمبر 1995) هي عداءة المسافات المتوسطة الكندية.  شاركت في سباق 1500 متر في بطولة العالم المغلقة لعام 2016 . بالإضافة إلى ذلك، فازت بالميدالية الفضية في دورة صيف عام 2015 .
كان والدها جيمس ستافورد أيضاً عداءً، وتنافس في كندا في أربع بطولات عالمية للعدو الريفي. في يوليو 2016 ، تم تسميتها رسمياً في الفريق الأولمبي الكندي . 

## روابط خارجية
- غابرييلا ستافورد على موقع الاتحاد الدولي لألعاب القوى (الإنجليزية)
- غابرييلا ستافورد على موقع الاتحاد الكندي لألعاب القوى (الإنجليزية)
- غابرييلا ستافورد على موقع الدوري الماسي (الإنجليزية)
- غابرييلا ستافورد على موقع اللجنة الأولمبية الدولية (الإنجليزية)
- غابرييلا ستافورد على موقع أوليمبيديا (الإنجليزية)
- غابرييلا ستافورد على موقع اللجنة الأولمبية الكندية (الإنجليزية)